# Lądowisko Czechowice
Lądowisko Czechowice – lądowisko śmigłowcowe w Czechowicach-Dziedzicach, w województwie śląskim.
Zarządzającym lądowiskiem jest firma LONTEX. Oddane do użytku zostało w roku 2013 i jest wpisane do ewidencji lądowisk Urzędu Lotnictwa Cywilnego pod numerem 197.